# Aubaret
Aubaret (en francès Albaret-Sainte-Marie) és un municipi francès situat al departament del Losera i a la regió d'Occitània.